# Bristol Bulldog
El Bristol Type 105 Bulldog fue un avión de caza nacido en una época de predominio del avión de bombardeo y de la capacidad ofensiva del arma aérea. El biplano Bristol Bulldog pasó sin pena ni gloria por las filas del Mando de Caza de la RAF, constituyendo su columna vertebral durante un corto período de los llamados "años de entreguerras".

## Diseño y desarrollo

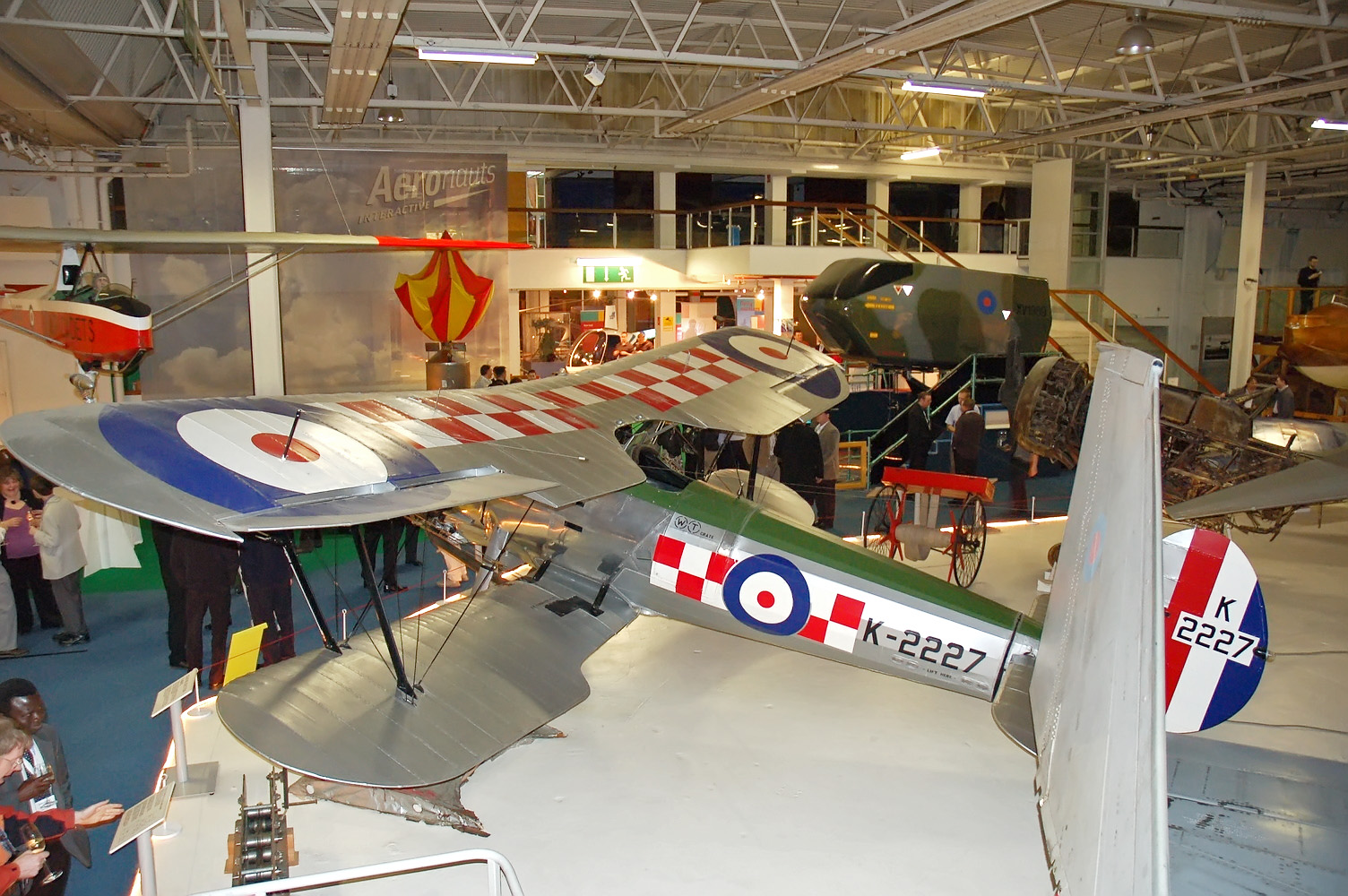
Bristol Bulldog. Museo de la RAF (Hendon)

### Antecedentes
En 1924, el Estado Mayor del Aire británico emitió un pliego de condiciones por un caza interceptor cuya prestación principal fuera la velocidad de trepada en lugar de la autonomía de vuelo de patrulla, como era usual en la época. Se citaba como planta motriz preferente el Rolls-Royce Falcon X (que posteriormente se convertiría en el famoso Kestrel) aunque tal motor resultaba demasiado pesado, a causa del procedimiento normal por entonces de fundición independiente de los cilindros. El ingeniero aeronáutico Frank Barnwell y el ingeniero en motores de la firma Roy Fedden defendieron la utilización de un motor radial y la Especificación F.17/24 fue sustituida por la F.9/26, que hacía extensiva la utilización de plantas motrices no sólo lineales en V, sino también a radiales. Para concurrir a las demandas oficiales, Barnwell propuso el Type 102A (y el modelo paralelo, el 102B, con flotadores, para el pliego naval de condiciones N.21/26). Los hechos demostraron por su parte que ningún motor Rolls-Royce de 12 cilindros en V se encontraba por entonces en condiciones de equipar a un caza interceptor, por lo que la especificación fue a su vez parcialmente sustituida por la nueva directriz F.20/27, en la que se proponía la utilización del motor Bristol Mercury III con sobrealimentador de caja reductora.
A su debido tiempo, Bristol comenzó los trabajos en un prototipo propulsado por el Mercury, el Type 107 Bullpup (matriculado J9051), previsto para ser evaluado comparativamente con los diseños de Hawker, Gloster, Vickers y Westland. Sin embargo, y como resultado de la limitada disponibilidad de motores Bristol Mercury, Barnwell produjo el Type 105 Bulldog con financiación privada, dotado con un motor también radial Bristol Jupiter VII, que no presentó problemas de instalación, siendo volado por vez primera por Cyril Uwins el 17 de mayo de 1927, mientras el Bullpup continuaba esperando el Mercury.

### Diseño, desarrollo y producción
La estructura del Bulldog empleaba flejes de acero de alta tensión con placas planas de herraje en lugar de juntas atornilladas. Los planos y el fuselaje llevaban revestimiento textil. El plano inferior era de envergadura bastante inferior al superior, así como de menor cuerda y de perfil Clark YH, mientras que el superior, de perfil Bristol IA, transportaba en dos depósitos centrales de gravedad la totalidad del combustible. El armamento continuaba siendo la tradicional pareja de ametralladoras Vickers de 7,7 mm, instaladas en los costados del fuselaje.
Aunque considerado un advenedizo en la evaluación de la F.9/26 que tuvo lugar en Martlesham Heath, el Bulldog eliminó rápidamente a todos sus oponentes, exceptuando al Hawker Hawfinch, con el que entró en la etapa final. Un segundo Bulldog (designado como Mk II (Type 105A) y con matrícula J9480) fue solicitado en noviembre de 1927 para completar la evaluación competitiva con el Hawfinch en 1928, de la que resultó ganador, principalmente a causa de su construcción en acero.
Entretanto, el prototipo Bulldog Mk I sufría intensas modificaciones en orden a intentar el récord mundial de trepada y de altitud. Se le instaló un ala de elevado alargamiento y un motor Jupiter VII sobrealimentado.
El prototipo Bulldog Mk II voló el 21 de enero de 1928 a manos de Uwins y, tras conseguir el éxito en la competición con el Hawfinch, fue adquirido por el Ministerio del Aire por 4800 libras esterlinas. Se inició la construcción de un primer lote de producción de 26 ejemplares, incluyendo 25 para la RAF (J9567-9591) y un avión de demostración para la compañía (G-AAHH). Los primeros Bulldog de la RAF fueron destinados a los Squadrons Nos. 3 y 17, ambos con base en Upavon y en sustitución de los Hawker Woodcock. Un ejemplar de este primer contingente se destinó a los agentes de la compañía en Japón, pero fue posteriormente sustituido por un avión adicional, pasando el anterior a convertirse en bancada de pruebas para el motor Mercury IV con caja reductora.
El siguiente lote de fabricación, constituido por 23 ejemplares para la RAF y entregados en 1930, completó la dotación del No. 17 Squadron, así como el No. 54 Squadron con base en Hornchurch.
El Bulldog se estaba haciendo entretanto popular entre los pilotos de la RAF, gracias sobre todo a su maniobrabilidad, bastante mejor que la de sus predecesores, los Gloster Grebe y Gamecock. También el relativo bajo coste del ya muy conocido motor Jupiter contribuyó a la formalización de más órdenes de compra. Corrían los años de la depresión y el poco imaginativo Bulldog era preferible por su bajo coste, más acorde con los escasos presupuestos de defensa que otros modelos, más avanzados en concepción, pero cuya puesta a punto, desarrollo y coste de fabricación resultaban prohibitivos. No obstante, no tardarían en aparecer modelos equipados con el competitivo Rolls-Royce Kestrel de 12 cilindros en V, como el bombardero Hawker Hart y el caza Hawker Fury, ambos de mejores prestaciones que el ya obsoleto Bulldog.
El primer Bulldog mejorado para la RAF fue el Bulldog Mk IIA con motor Jupiter VIIF, largueros de los planos revisados y refuerzos localizados para elevar el peso bruto, de los que se pidieron 92 ejemplares en mayo de 1930, aunque la velocidad máxima de la nueva variante permaneciese estancada en los 286 km/h a 3050 m (10 000 pies) de altitud. Al año siguiente se produciría un nuevo pedido por otros 100 Bulldog Mk IIA, y, a finales de ese año, 10 de los 13 escuadrones metropolitanos de caza estaban equipados con el modelo.
Sólo cinco años después de su aparición en las unidades, el Bulldog comenzó a ser dado de baja: en abril de 1933, el No. 23 Squadron completó su cambio a los Hawker Demon. En 1935 le seguirían los escuadrones Nos. 19 y 29 con Gloster Gaunlet y Demon, respectivamente. En julio de 1937 (seis meses antes de la entrada en servicio del Hawker Hurricane), el No. 3 Squadron sería el último en desprenderse de ellos, tras haberlos utilizado en el Oriente Medio, destacados desde su base de Kenley a Jartum durante la crisis de Abisinia en octubre de 1936. De los 441 Bulldog construidos en Filton, Bristol, sólo un ejemplar sobrevivió en condiciones de vuelo hasta los años sesenta, pero resultó destruido en un accidente durante una exhibición en Farnborough, en lo que parece ser fue un error del piloto durante un vuelo acrobático a baja cota.

### Bulldog biplaza y otras motorizaciones
A finales de 1931, la compañía retuvo un ejemplar del lote de producción de 100 Mk IIA para la RAF para transformarlo en biplaza, y este entrenador de doble mando fue evaluado (con la matrícula K2188 y conocido como Bulldog TM o Training Machine) por la Escuela Central de Vuelo durante 1932. Como consecuencia de ello, se produjo un pedido de 17 aviones biplaza que se distribuyeron entre la ECV y el Área Costera de Leuchars; seis de ellos irían a manos de unidades de caza; aviones posteriores servirían en el Royal Air Force College de Cranwell.
Finalmente se construyeron 59  Bulldog TM y algunos permanecieron en servicio en las escuelas de entrenamiento de vuelo hasta 1939; fueron los únicos Bulldog en servir de forma regular en Oriente Medio con la RAF, al equipar algunos al No. 4 Squadron de Entrenamiento de caza, estacionado en Abu Sueir, Egipto.
Como ya se ha dicho, el último Bulldog Mk II del primer lote de fabricación fue retenido asimismo para ser utilizado como bancada volante de pruebas del motor Mercury IV. Se realizaron numerosas instalaciones de plantas motrices, incluyendo un avión marcado como R-I, que voló con un Mercury III accionando una hélice cuatripala; después sería equipado con un Gnome-Rhône Jupiter VI; de esta última guisa y mientras se exhibía ante posibles usuarios durante una gira de demostración, se estrelló al ser abandonado por su piloto, T.W. Campbell, qun no se atrevió a aterrizar con él después de romper la barra del timón al intentar una maniobra demasiado brusca. Le sustituyó en sus misiones de demostración otro ejemplar equipado con un Gnome-Rhône 9Asb, posteriormente cambiado por un Bristol Aquila de válvulas de camisa; equipado en la posguerra con un Jupiter reconstruido, fue el único superviviente.
En un intento temprano por mejorar el Bulldog, Bristol produjo por propia iniciativa el Bulldog Mk IIIA en 1931. Con un Mercury IV A (posteriormente Mercury IVS2), fue volado en competición contra el Gloster SS.19B para decidir un sustituto para el Bulldog en la RAF. El SS.19B fue elegido como ganador, entrando en servicio como Gauntlet. Bristol produjo entonces el Mk IVA con cuatro ametralladoras para concursar en 1934 bajo la Especificación F.7/30. Propulsado por un Mercury VIS2, sus 360 km/h no pudieron competir contra el nuevo Gloster SS.37 con 402 km/h de velocidad máxima, y el avión de Gloster pasó a la RAF con el nombre de Gladiator. Algunos Bulldog biplaza fueron utilizados como bancadas volantes para motores radiales Armstrong Siddeley Cheetah y Alvis Leonides, y para el lineal Napier Rapier, refrigerado por aire.

### Bulldog extranjeros
El primer pedido de exportación del Bulldog fue una orden por cinco aviones dotados de motores Gnome-Rhône Jupiter VI y armados con ametralladoras Oerlikon, que se destinaron en 1929 a las pequeñas fuerzas aéreas de Letonia. El siguiente Bulldog en la línea de producción fue destinado a la Armada estadounidense y evaluado como bombardero en picado en Anacostia, y, en uno de sus picados, rompió un alerón y se estrelló, muriendo su piloto, el teniente de navío Cuddihy. A principios de 1930, otro Mk II con refuerzos localizados fue entregado para pruebas a la Armada estadounidense en sustitución del perdido.
En enero de ese año, dos Bulldog Mk II irían a parar a manos de la Real Fuerza Aérea de Siam y, en el mismo mes, ocho aviones similares, con motores Jupiter VIF, fueron enviados por mar a la Real Fuerza Aérea Australiana. Más tarde en ese mismo año, y tras una demostración en Suecia del Bulldog G-AAHH, se enviaron tres Bulldog Mk II para su evaluación comparativa contra el caza indígena Svenska Aero J 6 Jaktfalken I, pruebas que confirmaron la superioridad del biplano Bristol. Entretanto, partieron hacia Letonia otros siete aviones, cinco con motores Gnome-Rhône Jupiter VI y los dos restantes, con los 9Asb. En agosto, una docena de Bulldog con Jupiter VI fueron adquiridos por Estonia. Existe cierta confusión respecto al destino final de estos aviones y sus homólogos de Letonia, pero parece lo más probable que estos últimos fueran destruidos en 1940 al producirse la invasión de dicha república por los soviéticos. Los aviones de Estonia sufrieron un destino más original: ocho de ellos fueron vendidos (a precio de oro), junto con un puñado de Potez 25, a la República Española, operando durante la Guerra Civil en el Frente Norte, encuadrados en el llamado Circus Krone.
Su actuación no es muy conocida, y desde luego como cazas, poco podían hacer frente a los Fiat CR-32 de la Aviación Legionaria italiana o los Heinkel He 51 alemanes. Es curioso que los partes nacionalistas no den a ninguno de ellos por derribado, probablemente confundidos con los bastantes más modernos y eficaces Polikarpov I-15, aunque un único Bulldog fue capturado en Santander y exhibido completamente desentelado, en la exposición de material incautado del Kursaal de San Sebastián.
En 1931, las fuerzas aéreas danesas adquieren cuatro Bulldog Mk IIA, con motores sin sobrealimentar Jupiter VIFH, arranques por gas Viet y ametralladoras Madsen; serán destinados al 1.er. Escuadrón y todavía se utilizaban como entrenadores cuando Alemania invadió el país en abril de 1940. En mayo de 1931 le tocaría el turno a Suecia, con ocho Bulldog Mk IIA, esta vez volados desde Filton a Malmslätt por pilotos suecos. Prestarían largos servicios y los tres últimos supervivientes serían regalados a Finlandia con ocasión de la Guerra de Invierno.
Fue esta nación la segunda y última en volar los Bulldog en combate. En diciembre de 1933, los constructores recibieron un pedido por 17 Mk IVA con motores Mercury VIS2, que serían entregados finalmente en 1935, tras una serie de problemas de licencias entre Bristol y Gnome-Rhône en cuanto a las plantas motrices. La mayoría de esos aviones se encuadraron en el escuadrón de caza LLv 26, donde se enfrentaron con los soviéticos en 1939-40. Según sus pilotos, unos cinco aviones enemigos caerían frente a los Bulldog, antes de su sustitución (incluso los regalados por Suecia) por los Gloster Gladiator.
Los Bulldog finlandeses serían los últimos construidos en Filton, aunque, tras la evaluación del avión enviado a Japón en 1929, propulsado por una versión construida con licencia por Nakajima, el gobierno japonés decidió la fabricación de una adaptación indígena del Bulldog, bajo supervisión de Bristol. Aunque difería en algunos aspectos, como la instalación de los depósitos de combustible, el tren de aterrizaje y el diseño de la cola, dos prototipos con Nakajima Jupiter llegaron a ser evaluados en vuelo, aunque finalmente no se decidió su fabricación.
El Bristol Bulldog fue sin lugar a dudas un avión de caza de transición, que apareció en una época tan anodina en el diseño como sus propias características. Caza principal de la RAF durante la llamada "era Trenchard" (por el mariscal del aire Hugh Trenchard), el Bulldog no aportaba prácticamente ninguna característica que le diferenciara de sus predecesores de la I Guerra Mundial.

## Variantes
Bulldog Mk. I
Prototipo de caza diurno/nocturno monoplaza, dos construidos.
High-altitude Bulldog
Modificación del primer prototipo con alas agrandadas con idea de intentar batir la plusmarca mundial de altitud.
Bulldog Mk. II
Segundo prototipo y versión inicial de producción. Propulsado por un radial Bristol Jupiter VII de 330 kW (440 hp), 92 construidos por Bristol.
Bulldog Mk. IIA
Principal versión de serie, semejante en general al Mk II, pero con motor Bristol Jupiter VIIF de 490 hp, estructura reforzada para operar con pesos mucho mayores y un tren de aterrizaje de vía más ancha; más tarde el Mk IIA reemplazó el patín por una rueda de cola e incorporó frenos en las ruedas principales, 268 construidos.
Bulldog Mk. IIIA
Denominación de dos aviones de transición, con motor Bristol Mercury IVS.2 de 560 hp, uno se convirtió en el prototipo del Mk. IV.
Bulldog Mk. IVA
Versión final de serie, con alerones reforzados y equipada con motor Bristol Mercury VIS.2 de 640 hp, 18 construidos.
Bulldog TM (Type 124)
Versión de entrenamiento con fuselaje trasero muy cambiado que incorporaba una segunda cabina y doble mando estándar y carecía de armamento; la sección trasera del fuselaje del entrenador podía reemplazarse por una sección normal, y había espacio disponible para la instalación de ametralladoras, de modo que el TM podía convertirse para ser utilizado como caza, 59 construidos.
"J.S.S.F." (Japanese Single-Seat Fighter)
Dos aviones construidos bajo licencia por Nakajima Aircraft Works de Japón.

## Operadores
Australia
- Real Fuerza Aérea Australiana

 Dinamarca
 España

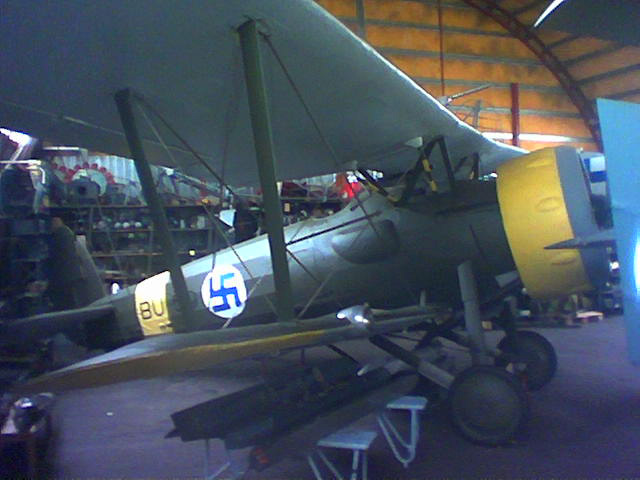
Bristol Bulldog finlandés preservado en el Hallinportti Aviation Museum.

- Fuerzas Aéreas de la República Española

 Estonia
- Fuerza Aérea Estonia

 Finlandia
- Fuerza Aérea Finlandesa

 Japón
 Letonia
 Reino Unido
- Real Fuerza Aérea

 Siam
 Suecia
- Real Fuerza Aérea Sueca

## Especificaciones (Bulldog Mk IIA)
Referencia datos: Bristol Aircraft Since 1910

### Características generales
- Tripulación: Uno (piloto)
- Longitud: 7,6 m (25 ft)
- Envergadura: 10,3 m (33,9 ft)
- Altura: 3,00 m
- Superficie alar: 28,5 m² (306,5 ft²)
- Peso vacío: 998 kg
- Peso máximo al despegue: 1583 kg (3488,9 lb)
- Planta motriz: 1× motor radial de 9 cilidros refrigerado por aire Bristol Jupiter VIIF.
  - Potencia: 370 kW (510 HP; 503 CV)
- Hélices: Bipala de madera de paso fijo

### Rendimiento
- Velocidad máxima operativa (Vno): 286 km/h (178 MPH; 154 kt) a 3050 m.s.n.m.
- Alcance: 443 km (239 nmi; 275 mi)
- Techo de vuelo: 8900 m (29 199 ft)
- Régimen de ascenso: 7,1 m/s (1404 ft/min)

### Armamento
- Ametralladoras: 

  - 2x Vickers de 7,7 mm sincronizadas de tiro frontal
- Bombas: 

  - 4 de 9 kg

## Aeronaves relacionadas

### Aeronaves similares
- Gloster Grebe
- Gloster Gamecock
- Hawker Woodcock

### Secuencias de designación
- Secuencia Numérica (interna de Bristol): ← 96 - 99 - 101 - 105 - 107 - 109 - 110A - 118 - 120 - 123 - 124 - 130 - 133 - 135 →
- Secuencia J _ (Cazas de la Fuerza Aérea sueca, 1926-actualidad): ← J 4 - J 5 - J 6 - J 7 - J 8 - J 9 - J 10 →
- Secuencia A_ (Aeronaves de la RAAF (Serie Uno, 1921-1934)): ← A9 - A10 - A11 - A12
- Secuencia A_ (Aeronaves de la RAAF (Serie Dos, 1935-1963)): ← A9 - A10 - A11 - A12 - A13 - A14 - A15 →
- Secuencia B.Kh._ (Cazas de las Reales Fuerzas Armadas Tailandesas): ← B.Kh.3 (II) - B.Kh.4 - B.Kh.5 - B.Kh.6 - B.Kh.7 - B.Kh.8 - B.Kh.9 →